# آلي هيل
آلي هيل (بالإنجليزية: Ally Hill)‏ (25 أبريل 1934 بغلاسكو في المملكة المتحدة - ) هو لاعب كرة قدم بريطاني في مركز جناح. شارك مع منتخب اسكتلندا تحت 21 سنة لكرة القدم. أما مع النوادي، فقد لعب مع نادي بريستول سيتي ونادي دندي ونادي فالكيرك ونادي كلايد ونادي ستيرلينغ ألبيون.

## وصلات خارجية
- آلي هيل على موقع قاعدة بيانات كرة القدم.إي يو (الإنجليزية)